# 塩尻市立広丘小学校
塩尻市立広丘小学校（しおじりしりつ ひろおかしょうがっこう）は、長野県塩尻市にある公立小学校。

## 所在地
〒399-0706 長野県塩尻市広丘原新田116番地

## 沿革
- 1889年4月1日 - 東筑摩郡広丘村発足に伴い、広丘尋常小学校を設置、野村に本校、高出・堅石・吉田に支校を置く[1]。
- 1901年4月1日 - 広丘尋常高等小学校となり原新田に新校舎を設立、高出に分教場を設置[2]。
- 1902年 - 広丘農工補習学校（のち広丘実業補習学校）を併設[3]。
- 1926年 - 広丘青年訓練所を併設（のち補習学校と統合し広丘青年学校となる）[4]。
- 1941年4月1日 - 国民学校令に基づき、広丘国民学校と改称、初等科と高等科を併置[5]。
- 1947年4月1日 - 学制改革により、広丘村立広丘小学校となる。
- 1959年4月1日 - 塩尻市立広丘小学校となる。
- 1982年4月1日 - 塩尻市立吉田小学校[注 1]が分離開校。

## 校歌
- 太田青丘 作詞
- 高木東六 作曲

## 学校教育目標
- 正しく強く美しく[6]

## 通学区域
塩尻市広丘原新田、広丘堅石、広丘野村、および広丘郷原の一部（1-7、9組）。
広丘高出および広丘郷原のうち8組、10-15組は塩尻市立桔梗小学校の通学区域。

## 著名な出身者
- 出口クリスタ - 女子柔道選手[8]。2024年パリオリンピック柔道女子57kg級にカナダ代表として出場し、金メダルを獲得[9][10]。
- 出口ケリー - 女子柔道選手[11]。2024年パリオリンピック柔道女子52kg級にカナダ代表として出場[12]。